# マルティン・クラーケ
マルティン・クラーケ（Martin Krake、別名：Victor Lindenborn、1970年 - ）は、オーストリアの写真家。女性のヌード写真を中心に活動している。

## 来歴
美術史やドイツ文学を専攻した後、1995年から広告写真の分野に転向する。1999年よりフリーのヌード・アート写真家。1998年からドイツにおいて、ネット上のサイトkassandra.deや、bellaragazza.de.に作品を提供。一定の評価と人気を獲得する。
同時にドイツにおける厳しい「青少年保護メディア規制法」に反対の活動をした。結局、これらの規制法のおかげで一時期、Victor Lindenbornという偽名を用いて活動することを余儀なくされた。
2003年よりウイーンに帰り写真デザイン工房を主宰。作品をネット上で発表し続けており、評価サイトThe Best Porn でペッター・ヘグレなどと並び「欧州で最も美しいヌード・アート・サイト」と呼ばれたこともある（写真工房は、Martin Krake Fotodesign,Schelleingasse 14-16,1040 Wien、2005年現在）。
クラーケの作風は、DOMAI.com流のシンプルヌード、自然美ヌードの系列にある。

## 作品
- Natural Beauties 2004. ISBN 3936709084 オムニバス写真集